# Marconi (metropolitana di Roma)
Marconi è una stazione della linea B della metropolitana di Roma.

## Storia
Marconi entrò in servizio il 26 aprile 1994 contestualmente alla riattivazione dei binari della linea B.
Tale nome era riservato in precedenza ad una delle due fermate della stessa linea prospiciente il parco Centrale del Lago, nota come EUR Marconi; con l'assunzione di tale nome da parte della neoistituita stazione, quella preesistente fu rinominata EUR Palasport.

## Struttura e impianti
Si tratta di una stazione di superficie. Il fabbricato viaggiatori è visibile sia da viale Guglielmo Marconi, con cui si trova allo stesso livello, che da via Ostiense, alla cui altezza scorrono invece i binari.
Le due banchine coperte, una per ogni binario, sono al piano inferiore di quello dell'ingresso, mentre le uscite sono situate su due livelli distinti, quello superiore su viale Marconi e quello inferiore su via Ostiense.

## Servizi
- Biglietteria automatica
- Servizi igienici

## Interscambi
- Fermata di superficie ATAC Marconi (MB)